# Maalbeekdalhof
Het Maalbeekdalhof of Maalbeekdaltuin (Frans: Jardin de la vallée du Maelbeek), ook wel Maalbeektuin (Frans: Jardin du Maelbeek), is een publiek parkje in de Belgische hoofdstad Brussel. Het ligt centraal in de Europese wijk, tussen het Leopoldskwartier en de Wijk van de Squares, op de hoek van de Etterbeeksesteenweg en de Wetstraat. Het park wordt gedomineerd door het Karel de Grote-gebouw, dat enkele diensten van de Europese Commissie huisvest. Het park werd ingehuldigd op 13 mei 1951.

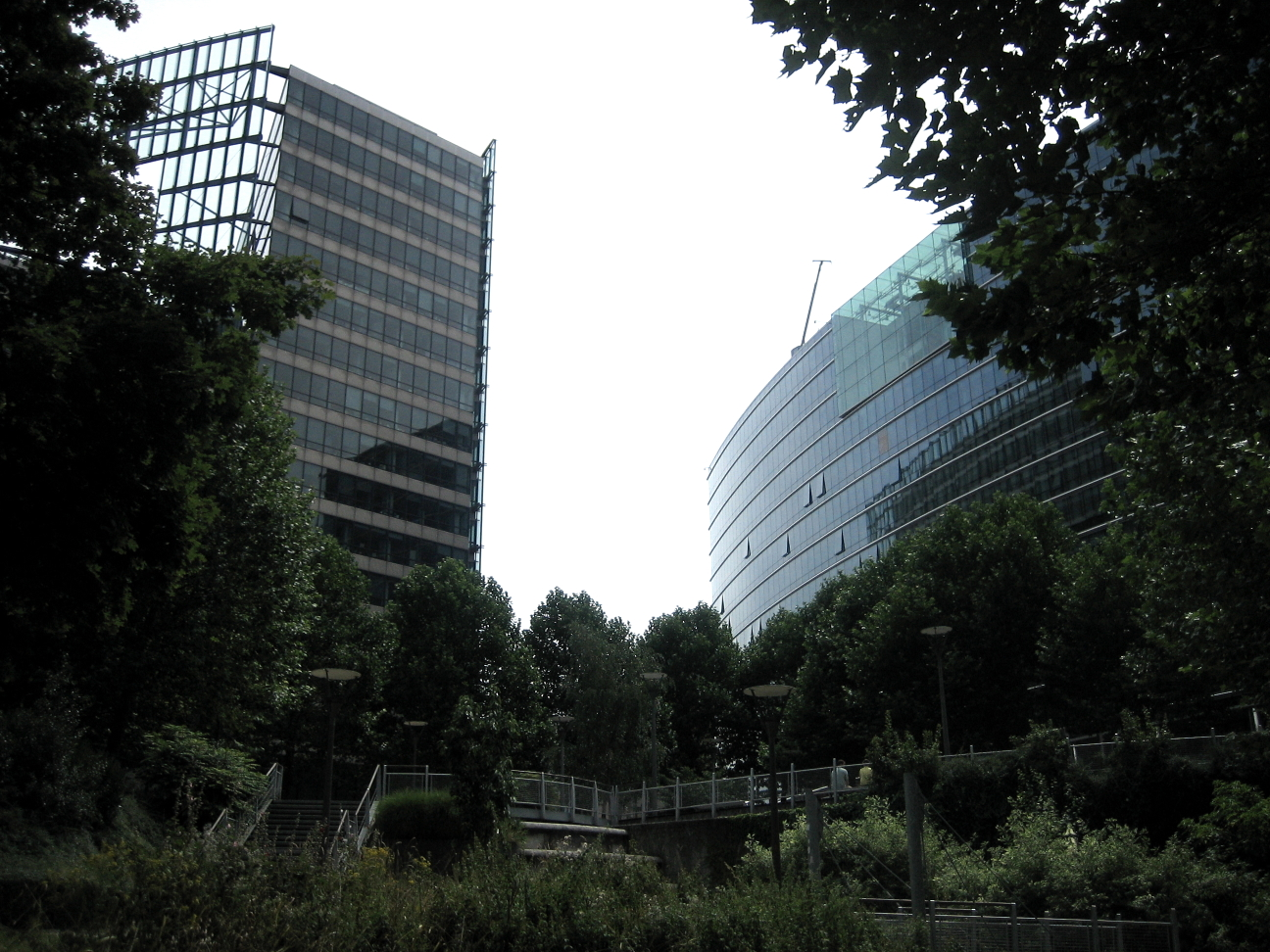
Zicht op het zuidoosten, in de richting van de Wetstraat. Het Karel de Grote-gebouw (links) en het Lex-gebouw (rechts) torenen uit boven het park.

Het Maalbeekdalhof getuigt van het verzet van de lokale bewoners tegen de snelle "verbrusseling", of ongeremde bouwwoede zonder stadsplanning of nieuwe groene ruimtes. De locatie was eerst bestemd voor het nieuwe hoofdkwartier van de Raad van de Europese Unie (die uiteindelijk zijn intrek zou nemen in het Justus Lipsius-gebouw), maar door de felle tegenkanting zag de Belgische staat — die de grond wilde verkopen aan projectontwikkelaars — zich verplicht om het terrein, dat tot dan als parkeerplaats gebruikt werd, te ontwikkelen tot park.
De Maalbeek, een zijrivier van de Zenne, werd overwelfd en loopt tegenwoordig door ondergrondse watercollectors.